# Jean-Aubert Loranger
Pour les articles homonymes, voir Loranger.
Jean-Aubert Loranger, né à Montréal le 26 octobre 1896 et mort le 28 octobre 1942, est un écrivain et un journaliste québécois.

## Biographie
Arrière-petit-fils de l'auteur des Anciens Canadiens, Philippe Aubert de Gaspé, il travaille successivement pour les journaux La Presse, Montréal-Matin et La Patrie. Il s'intéresse également à la littérature contemporaine et est un lecteur attentif de Saint-John Perse
Il est l'un des premiers poètes modernes au Québec avec Guy Delahaye et Marcel Dugas. Il a publié quelques haïkus. En 1970, le critique Gilles Marcotte sort Jean-Aubert Loranger de l'oubli en publiant aux éditions HMH Les Atmosphères, suivi de Poèmes.
Loranger est également l'auteur de près de cent-cinquante contes et nouvelles rédigés entre 1918 et 1942 et publiés dans divers journaux et revues. En 1978, la critique Bernadette Guilmette publie la première édition complète des contes en deux tomes, aux éditions Fides (collection Nénuphar). Le premier tome s'intitule Du Passeur à Joë Folcu et le second Le Marchand de tabac en feuilles. Les contes sont présentés dans l'ordre chronologique de leur publication. B. Guilmette édite également en 1984 une anthologie de textes choisis intitulé Joë Folcu, dans la collection Bibliothèque québécoise (BQ).

## Œuvres

### Poésie
- Les Atmosphères, 1920
- Poèmes, 1922
- Le Village, 1925
- Les Atmosphères suivi de Poèmes, 1970
- Les Atmosphères. Poèmes et autres textes, 1992
- Signets et autres poèmes, 2001

### Contes et nouvelles
- Contes I, "Du passeur à Joë Folcu", 1978 (Édition préparée et présentée par Bernadette Guilmette), 324 p.
- Contes II, "Le Marchand de tabac en feuilles", 1978 (Édition préparée et présentée par Bernadette Guilmette), 330 p.
- Joë Folcu, 1984 (Textes choisis et présentés par B. Guilmette), 216 p.

## Revues et journaux
- La Patrie
- La Presse
- Montréal-Matin

## Honneurs (posthumes)
- Prix France-Québec (1979), Du passeur à Joë Folcu
- Prix Jean-Hamelin (1980), Contes